# Riocaldo
Riocaldo (llamada oficialmente Santa María de Río Caldo) es una parroquia del municipio español de Lovios, en la provincia de Orense, Galicia.

## Toponimia
La parroquia también es conocida por el nombre de Santa María de Riocaldo.

## Organización territorial
La parroquia está formada por seis entidades de población:
- A Devesa
- Bubaces
- Os Baños
- Padrendo
- Torneiros
- Vilameá

## Demografía
| Gráfica de evolución demográfica de Riocaldo entre 2000 y 2022 |
|                                                                |
| Datos según el nomenclátor publicado por el INE.               |

## Patrimonio
- Área recreativa de Espendelo.
- Baños: Balneario, aguas termales, playa fluvial.[6]
- Ermita de la Virgen de Jurés.
- Via XVIII: Aquis Originis (mansión de carretera), hitos.